# Seznam kulturních památek v Praze
Tento seznam nemovitých kulturních památek v hlavním městě Praze  vychází z  Ústředního seznamu kulturních památek ČR, který na základě zákona č. 20/1987 Sb., o státní památkové péči, vede Národní památkový ústav jako ústřední organizace státní památkové péče. Údaje jsou průběžně upřesňovány, přesto mohou obsahovat i řadu věcných a formálních chyb a nepřesností či být neaktuální. 
Pokud byly některé části dotčeného území vyčleněny do samostatných seznamů, měly by být odkazy na tyto dílčí seznamy uvedeny v úvodu tohoto seznamu nebo v úvodu příslušné sekce seznamu.

## Centrum
Čtvrti, které byly součástí hlavního města už před vznikem Velké Prahy roku 1922.
- I. Seznam kulturních památek na Starém Městě (Praha 1)
- II. Seznam kulturních památek na Novém Městě (Praha 1, 2 a 8)
- III. Seznam kulturních památek na Malé Straně (Praha 1 a 5)
- IV. Seznam kulturních památek na Hradčanech (Praha 1 a 6)
- V. Seznam kulturních památek v Josefově (Praha 1)
- VI. Seznam kulturních památek na Vyšehradě (Praha 2)
- VII. Seznam kulturních památek v Holešovicích (Praha 7)
- VIII. Seznam kulturních památek v Libni (Praha 8 a 9)

Staré Město, Nové Město, Malá Strana, Hradčany, Josefov, Vyšehrad a z malé části Vinohrady, Holešovice, Podolí a Smíchov jsou od roku 1971 jako Pražská památková rezervace městskou památkovou rezervací.

## Seznamy podle obvodů

### Praha 1

#### Městská část Praha 1
- Seznam kulturních památek na Starém Městě
- Seznam kulturních památek na Novém Městě
- Seznam kulturních památek na Malé Straně
- Seznam kulturních památek na Hradčanech
- Seznam kulturních památek v Josefově
- Seznam kulturních památek na Vinohradech
- Seznam kulturních památek v Holešovicích

### Praha 2

#### Městská část Praha 2
- Seznam kulturních památek na Novém Městě – Praha 2
- Seznam kulturních památek na Vinohradech
- Seznam kulturních památek na Vyšehradě

### Praha 3

#### Městská část Praha 3
- Seznam kulturních památek na Žižkově
- Seznam kulturních památek na Vinohradech

### Praha 4

#### Městská část Praha 4
- Seznam kulturních památek v Braníku
- Seznam kulturních památek v Hodkovičkách
- Seznam kulturních památek v Krči
- Seznam kulturních památek v Michli
- Seznam kulturních památek v Nuslích
- Seznam kulturních památek v Podolí
- Seznam kulturních památek v Záběhlicích-na Spořilově

##### Lhotka
| Památka                                    | Fotografie                                                                           | Rejstříkové číslo v ÚSKP                                                             | Sídelní útvar                                               | Poloha | Popis a poznámky |
| ------------------------------------------ | ------------------------------------------------------------------------------------ | ------------------------------------------------------------------------------------ | ----------------------------------------------------------- | --- | --- |
| Kaplička svatých Petra a Pavla (Q37456800) | \| \| \| \| \| \|                                                                    | 41096/1-1881 Pam. katalog MIS                                                        | Lhotka                                                      | křižovatka ulic Ve Lhotce a Růženínská, vedle vjezdu domu Ve Lhotce 587/8, pp. 234/5 50°1′7,19″ s. š., 14°26′3,39″ v. d. | Výklenková kaple sv. Petra a Pavla, snad z 1. poloviny 19. století, střídmá klasicistní archiktetura. Poslední pozůstatek historické zástavby Lhotky u bývalé návsi. Má zaklenutý výklenek lemovaný toskánskými pilastry, které nesou kladí s trojúhelným štítem. Stříška je sedlová, kryta bobrovkami, na ní železný tepaný křížek. Ve výklenku na místě zbytků malby je dnes mozaika. Ta zobrazuje sv. Petra a Pavla pod křížem s ukřižovaným Kristem. Je zasklena a navíc chráněna novou kovanou provlékanou mříží. · Poznámka: Dnes prochází těsně před kaplí hranice katastrálních území Lhotka a Kamýk, vozovka před kaplí patří ke Kamýku. · Památkově chráněno od roku 1976. |
|                                            | Kategorie „Chapel of Saints Peter and Paul in Lhotka (Prague) “ na Wikimedia Commons | Hledat fotografie a kategorie ve Wikimedia Commons podle rejstříkového čísla památky | Nahrát snímek k tomuto tématu do úložiště Wikimedia Commons | | |

Bývalý lhotecký zemědělský dvůr čp. 1 spadá dnes do katastrálního území Kamýk.

#### Městská část Praha-Kunratice
- Seznam kulturních památek v Kunraticích (Praha)

#### Městská část Praha 11

##### Chodov
| Památka                    | Fotografie                                       | Rejstříkové číslo v ÚSKP                                                             | Sídelní útvar                                               | Poloha                                                      | Popis a poznámky |
| -------------------------- | ------------------------------------------------ | ------------------------------------------------------------------------------------ | ----------------------------------------------------------- | ----------------------------------------------------------- | --- |
| Chodovská tvrz (Q11726127) | \| \| \| \| \| \|                                | 40786/1-1682 Pam. katalog MIS                                                        | Chodov                                                      | Ledvinova 86/9, Türkova 50°2′4,7″ s. š., 14°29′56,49″ v. d. | Tvrz vznikla ve 13. století, byla renesančně upravována na zámek ve 2. polovině 16. století a dnešní podobu získala barokními úpravami v 17. a 18. století. · Poznámka: 31. 12. 1965 zapsáno jako 2-2249 zámek čp. 1 + četná hospodářská stavení, po připojení k Praze k 1. 4. 1968 přeregistrováno jako 1-1682 čp. 1 - zámek. · Památkově chráněno od roku 1965. |
|                            | Kategorie „Chodovská tvrz “ na Wikimedia Commons | Hledat fotografie a kategorie ve Wikimedia Commons podle rejstříkového čísla památky | Nahrát snímek k tomuto tématu do úložiště Wikimedia Commons |                                                             | |

#### Městská část Praha-Šeberov
- Seznam kulturních památek v Šeberově

#### Městská část Praha-Újezd

##### Újezd
| Památka                   | Fotografie                                                         | Rejstříkové číslo v ÚSKP                                                             | Sídelní útvar                                               | Poloha                                           | Popis a poznámky |
| ------------------------- | ------------------------------------------------------------------ | ------------------------------------------------------------------------------------ | ----------------------------------------------------------- | ------------------------------------------------ | --- |
| Koníčkův mlýn (Q21019491) | \| \| \| \| \| \|                                                  | 11626/1-1887 Pam. katalog MIS                                                        | Újezd u Průhonic                                            | Ke mlýnu 11 50°0′44,98″ s. š., 14°33′8,42″ v. d. | Vodní mlýn Koníčkův, původně barokní. Areál vznikl nejspíš koncem 18. století. V roce 2013 byla většina budov areálu bez povolení demolována, v roce 2015–2016 vznikly na jejich místě novostavby napodobující původní stav. Z původních staveb dochována pouze brána. Hospodářská budova čp. 11, západní hospodářská budova, stodola s podsklepeným přístavkem, vjezdová brána s brankou. V roce 1996 a na webu městské části ještě v roce 2015 byl popisován jako na území Prahy ojediněle dochovaný vesnický mlýn, soubor obytných, provozních a hospodářských budov. Nejvýznamnější byla zděná patrová stavba s mansardovou střechou a dřevěným štítem, uvnitř datovaná letopočtem 1768. Původně byl v roce 1964 mlýn zapsán do rejstříku i s obytnou budovou čp. 2, v roce 1965 byl zapsán znovu již bez ní. V roce 1996 bylo upuštěno od ochrany hlavní budovy mlýna s mlýnicí, z níž existovalo již jen torzo a na jejím místě se připravovala stavba nové budovy. V roce 2014 byly všechny původní budovy zcela odstraněny a postavena jejich přibližná replika, památková ochrana trvá. · Památkově chráněno od roku 1964. |
|                           | Kategorie „Koníčkův mlýn (Újezd u Průhonic) “ na Wikimedia Commons | Hledat fotografie a kategorie ve Wikimedia Commons podle rejstříkového čísla památky | Nahrát snímek k tomuto tématu do úložiště Wikimedia Commons |                                                  | |

#### Městská část Praha 12
- Seznam kulturních památek v Modřanech

##### Komořany
| Památka                    | Fotografie                                       | Rejstříkové číslo v ÚSKP                                                             | Sídelní útvar                                               | Poloha                                                    | Popis a poznámky |
| -------------------------- | ------------------------------------------------ | ------------------------------------------------------------------------------------ | ----------------------------------------------------------- | --------------------------------------------------------- | --- |
| Zámek Komořany (Q12029934) | \| \| \| \| \| \|                                | 40798/1-1689 Pam. katalog MIS                                                        | Komořany                                                    | Na Šabatce 2050/17 49°59′17,61″ s. š., 14°24′17,44″ v. d. | Zámek Komořany. Na místě starší tvrze vznikl v renesanci zámek, před rokem 1742 byl přestavěn na letní sídlo zbraslavských opatů, kolem roku 1868 byl novogoticky přestavěn neznámým architektem, ve 20. století adaptován pro potřeby hydrometeorologického ústavu. Budova zámku s dochovanou původní renesanční dispozicí a s kvalitní výzdobou zachované kaple. Součásti areálu: zámek, kaple, hospodářská budova, brána, park, zahradní domek. Neúplně uzavřený dvůr je přístupný od východu branou lemovanou brankami. Budově zámku dominuje v severozápadním nároží osmiboká věž se zbytky renesančních sgrafit na severní fasádě. Severní hospodářská budova je necitlivě přestavěna, jihovýchodní hospodářskou budovu nahradila kolem roku 2000 novostavba. Západní část jižního hospodářského křídla na parcele pp. 2, u které bylo upuštěno od památkové ochrany, nebyla demolována, zůstala zachována ve své klasicistní podobě a je opravena. Budovy obklopuje zanedbaný bývalý zámecký park se zbytky starých stromů, terasou, schodišti a zahradním domkem. Původní pozdně barokní park byl v 19. století změněn na krajinářský, později zde byl sad, štěpnice a les s užitkovým dřevem. Dnes je park prakticky bez cestní sítě jen s malými zbytky parkového vybavení. - zámek čp. 2050, parc. 1/1 - park, parc. 1/3, 1/4 (bez staveb – hospodářských budov), 1/5, 2 (bez staveb – hospodářských budov), 3 (bez staveb), 4 - parc. 1/2 (bez staveb – hospodářských budov) · Památkově chráněno od roku 1965. |
|                            | Kategorie „Zámek Komořany “ na Wikimedia Commons | Hledat fotografie a kategorie ve Wikimedia Commons podle rejstříkového čísla památky | Nahrát snímek k tomuto tématu do úložiště Wikimedia Commons |                                                           | |

##### Točná
| Památka                          | Fotografie                                       | Rejstříkové číslo v ÚSKP                                                             | Sídelní útvar                                               | Poloha                                                                               | Popis a poznámky |
| -------------------------------- | ------------------------------------------------ | ------------------------------------------------------------------------------------ | ----------------------------------------------------------- | ------------------------------------------------------------------------------------ | --- |
| Hradiště nad Závistí (Q12042817) | \| \| \| \| \| \|                                | 11739/1-1879 Pam. katalog MIS                                                        | Točná                                                       | k. ú. Lhota u Dolních Břežan, Točná, Zbraslav 49°57′44,41″ s. š., 14°24′30,42″ v. d. | Výšinné opevněné sídliště - hradiště nad Závistí, archeologické stopy. Osídlení oblasti je doloženo již v pozdní době kamenné, největší rozmach osídlení spadá do období 9.–8. století před n. l. a poté v období 5.–4. století. Představuje nejrozsáhlejší pravěký opevněný celek na území Čech. - k. ú. Lhota u Dolních Břežan: - st. 271–275, pp. 40/1 (část), 43 (část), 48, 49, 50/1, 50/2, 51, 262 (část), 294/16, 294/38, 294/97, 294/98, 294/100, 294/101, 294/102, 294/113, 320, 322/1–322/3, 323–325, 328, 339/1, 339/3, 339/4, 350, 351/1, 352, 383/1, 391/1 – národní kulturní památka - st. 27, 398, 412 (část), 433, 435, 438 (část), 478–484, pp. 34, 37/1, 37/2 (část), 39/1, 39/2, 190, 193/1, 193/2, 193/5, 195, 199, 199/2, 294/1 (část), 294/32, 294/34, 294/42, 294/76, 294/77, 294/78, 294/80, 294/84, 318/1, 318/2, 329, 337 (část) - k. ú. Točná: parc. 397/1 (část), 824/1 (část), 826 (část), 827/1, 827/2–827/7 (bez staveb), 828 (část), 829, 830, 831 (část), 832 (část), vše národní kulturní památka. Šance: 49°58′13,11″ s. š., 14°24′52,85″ v. d. - k. ú. Zbraslav: parc. 3092/1, národní kulturní památka · Poznámka: Část kulturní památky je chráněna jako národní kulturní památka · Památkově chráněno od roku 1964. |
|                                  | Kategorie „Oppidum Závist “ na Wikimedia Commons | Hledat fotografie a kategorie ve Wikimedia Commons podle rejstříkového čísla památky | Nahrát snímek k tomuto tématu do úložiště Wikimedia Commons |                                                                                      | |

##### Kamýk
| Památka                             | Fotografie        | Rejstříkové číslo v ÚSKP                                                             | Sídelní útvar                                               | Poloha                                                        | Popis a poznámky |
| ----------------------------------- | ----------------- | ------------------------------------------------------------------------------------ | ----------------------------------------------------------- | ------------------------------------------------------------- | --- |
| Zemědělský dvůr čp. 1 (Q37456783) · | \| \| \| \| \| \| | 53802/1-1720 Pam. katalog MIS                                                        | Kamýk                                                       | Ve Lhotce 1/8, parc. 250 50°1′2,42″ s. š., 14°25′58,51″ v. d. | Původně hospodářský dvůr. Jednopatrová obytná budova s arkýřem, sýpka a vjezdová brána z první poloviny 18. století, menší přestavby 19. a 20. století. Větší část zbořena před rokem 1975, zbytek po roce 1975. Na místě je dnes parkoviště a ulice Lhotecká. · Poznámka: Čp. 1 neobsazeno, parc. 250 neexistuje. Památkový katalog zaměřuje přírůstkový bod na parcelu 254/14, do záhybu ul. Růženínské u domu Růženínská 909/3, na bývalou lhoteckou náves, dnešní katastrální území Kamýk. · Památkově chráněno od roku 1972. · Památková ochrana zrušena 1. ledna 1975. |
|                                     |                   | Hledat fotografie a kategorie ve Wikimedia Commons podle rejstříkového čísla památky | Nahrát snímek k tomuto tématu do úložiště Wikimedia Commons |                                                               | |

#### Městská část Praha-Libuš

##### Písnice
| Památka               | Fotografie                                            | Rejstříkové číslo v ÚSKP                                                             | Sídelní útvar                                               | Poloha                                                                                      | Popis a poznámky |
| --------------------- | ----------------------------------------------------- | ------------------------------------------------------------------------------------ | ----------------------------------------------------------- | ------------------------------------------------------------------------------------------- | --- |
| Boží muka (Q38089932) | \| \| \| \| \| \|                                     | 41102/1-1884 Pam. katalog MIS                                                        | Písnice                                                     | v parku na návsi, parc. 290/1 (K Vrtilce, u Libušské) 49°59′36,57″ s. š., 14°28′2,49″ v. d. | Boží muka z konce 18. nebo počátku 19. století. Na dříku sloupu umístěn zlacený reliéf Panny Marie Immaculaty. · Památkově chráněno od roku 1964. |
|                       | Kategorie „Boží muka (Písnice) “ na Wikimedia Commons | Hledat fotografie a kategorie ve Wikimedia Commons podle rejstříkového čísla památky | Nahrát snímek k tomuto tématu do úložiště Wikimedia Commons |                                                                                             | |

### Praha 5

#### Městská část Praha 5
- Seznam kulturních památek na Smíchově
- Seznam kulturních památek na Malé Straně – Na Újezdě
- Seznam kulturních památek v Hlubočepích
- Seznam kulturních památek v Košířích
- Seznam kulturních památek v Jinonicích
- Seznam kulturních památek v Motole

- Seznam kulturních památek v Radlicích

#### Městská část Praha-Slivenec
- Seznam kulturních památek ve Slivenci

##### Holyně
| Památka                                 | Fotografie                                                                   | Rejstříkové číslo v ÚSKP                                                             | Sídelní útvar                                               | Poloha                                         | Popis a poznámky |
| --------------------------------------- | ---------------------------------------------------------------------------- | ------------------------------------------------------------------------------------ | ----------------------------------------------------------- | ---------------------------------------------- | --- |
| Kaple svatého Jana Křtitele (Q37281438) | \| \| \| \| \| \|                                                            | 41132/1-1904 Pam. katalog MIS                                                        | Holyně                                                      | U náhonu 50°1′46,31″ s. š., 14°21′22,51″ v. d. | Kaple sv. Jana Křtitele. Novorománská kaple byla postavena roku 1861. Na střeše nad vchodem je zděná zvonička. · Památkově chráněno od roku 1964. |
|                                         | Kategorie „Chapel of Saint John the Baptist in Holyně “ na Wikimedia Commons | Hledat fotografie a kategorie ve Wikimedia Commons podle rejstříkového čísla památky | Nahrát snímek k tomuto tématu do úložiště Wikimedia Commons |                                                | |

#### Městská část Praha 13
- Seznam kulturních památek na Stodůlkách
- Seznam kulturních památek v Třebonicích

#### Městská část Praha-Řeporyje
- Seznam kulturních památek v Řeporyjích

##### Zadní Kopanina
| Památka                 | Fotografie                                                       | Rejstříkové číslo v ÚSKP                                                             | Sídelní útvar                                               | Poloha                                                                        | Popis a poznámky |
| ----------------------- | ---------------------------------------------------------------- | ------------------------------------------------------------------------------------ | ----------------------------------------------------------- | ----------------------------------------------------------------------------- | --- |
| Maškův mlýn (Q31459746) | \| \| \| \| \| \|                                                | 44124/2-2279 Pam. katalog MIS                                                        | Zadní Kopanina                                              | v údolí Radotínského potoka, čp. 7 a 30 49°59′55,69″ s. š., 14°19′3,16″ v. d. | Vodní mlýn Maškův. Mlýn je poprvé zmiňován již v 17. století. Areál pravděpodobně s barokním jádrem byl následně mnohokrát upravován a rozšiřován. V severním průčelí mlýnské budovy dochovaný mramorový portál a nika se sochou sv. Jana Nepomuckého, datované rokem 1859. Jeden z mála potočních mlýnů nepřestavěných pro účely velkovýroby. Mlýnská budova pravděpodovně z 2. poloviny 18. století se zcela zachovanou vnitřní dispozicí a mladším strojním vybavením. Nedílnou součástí areálu je i obytná budova a hospodářské objekty. Na východě stojí nejstarší budova mlýna s přízemním přístavkem pekárny (čp. 7), na severu obytná budova (čp. 30), na východě stodola a na jihu kolna. Objekt mlýna uzavírá dvůr na západní straně. · Památkově chráněno od roku 1965. |
|                         | Kategorie „Maškův mlýn (Radotínské údolí) “ na Wikimedia Commons | Hledat fotografie a kategorie ve Wikimedia Commons podle rejstříkového čísla památky | Nahrát snímek k tomuto tématu do úložiště Wikimedia Commons |                                                                               | |

#### Městská část Praha 16
- Seznam kulturních památek v Radotíně

#### Městská část Praha-Zbraslav
- Seznam kulturních památek na Zbraslavi

#### Městská část Praha-Velká Chuchle
- Seznam kulturních památek ve Velké Chuchli
- Seznam kulturních památek v Malé Chuchli

#### Městská část Praha-Lochkov

##### Lochkov
| Památka               | Fotografie                                            | Rejstříkové číslo v ÚSKP                                                             | Sídelní útvar                                               | Poloha                                                      | Popis a poznámky |
| --------------------- | ----------------------------------------------------- | ------------------------------------------------------------------------------------ | ----------------------------------------------------------- | ----------------------------------------------------------- | --- |
| Boží muka (Q37466678) | \| \| \| \| \| \|                                     | 100287 Pam. katalog MIS                                                              | Lochkov                                                     | Za ovčínem, parc. 787 49°59′58,94″ s. š., 14°21′5,75″ v. d. | Boží muka pocházejí z poloviny 19. století. V čelní straně je zaklenutá nika s replikou sošky Panny Marie. Poznámka: MonumNet uváděl „při polní cestě ke Slivenci, pokračování ul. Za ovčínem“, ve skutečnosti nejde o cestu ke Slivenci, ale naopak k Radotínu. Památkově chráněno od 26. května 2003. |
|                       | Kategorie „Boží muka (Lochkov) “ na Wikimedia Commons | Hledat fotografie a kategorie ve Wikimedia Commons podle rejstříkového čísla památky | Nahrát snímek k tomuto tématu do úložiště Wikimedia Commons |                                                             | |

#### Městská část Praha-Zličín
- Seznam kulturních památek v Sobíně

##### Zličín
MonumNet a Památkový katalog přiřazují chybně na území Zličína bývalý hostinec Bílý Beránek, který však stál na území Stodůlek, v blízkosti hranic Řep, od hranic Zličína vzdálen asi 400 metrů.
| Památka                         | Fotografie                                            | Rejstříkové číslo v ÚSKP                                                             | Sídelní útvar                                               | Poloha                                                                                    | Popis a poznámky |
| ------------------------------- | ----------------------------------------------------- | ------------------------------------------------------------------------------------ | ----------------------------------------------------------- | ----------------------------------------------------------------------------------------- | --- |
| Vodovod města Košíř (Q37423293) | \| \| \| \| \| \|                                     | 50914/1-2388 Pam. katalog MIS                                                        | Zličín                                                      | Košíře a Zličín: U tenisu, Hrozenkovská, Halenkovská 50°4′3,13″ s. š., 14°21′30,97″ v. d. | Vodovod města Košíř vznikl roku 1905. Projekt připravila a realizovala pražská firma Karel Kress. - jímací (sběrná) studna (jímací objekt) spolu s drenážní štolou a třemi ventilačními šachtami, k. ú. Zličín pp. 324, 674/1, 674/3, 668/31. Komplex vodovodu je tvořen štolou s drenážním účinkem, podzemní voda je svedena do sběrné studny, odkud je distribuována do vodovodní sítě. Na trase jímací štoly jsou osazeny 3 nadzemní ventilační šachty. - Drobný objekt studny je vyzděn ze spárováných lícovaných cihel s ozdobnými profilovanámi římsami a s dochovanými původními ocelovými dveřmi s kovanými ozdobnými prvky osazenými v kamenném ostění. Kruhová jímací studna má průměr 3,0 m, prostor je zaklenut kupolí, v exteriéru zeminou. ** Drenážní štola v délce 375,0 m je vedena v hloubce cca 4,2–5,0 m pod povrchem severního svahu Drahelského vrchu. Je poloelipsovitého průřezu (š 1,0 m, v 1,5 m). - Ventilační šachty na čtvercovém půdorysu o výšce 2,0 m jsou rovněž vyzděny z lícovaných cihel. V roce 1999 byly kryty kamennými hlavicemi. V současné době jsou ukončeny stříškou s lepenkovou krytinou. - vodojem v Košířích, pp. 1890, 1891, prohlášen za kulturní památku rozhodnutím z 9. 12. 2010. Vodojem tvoří vlastní dvoukomorový vodojem se vstupním objektem a druhým zadním vstupem. Na přední straně předstupuje terasa se schodištěm. Hlavní průčelí je pojato neorenesančně. Fasáda je tvořena režným cihelným zdivem s uplatněnými kamennými architektonickými prvky. Památkově chráněno od 21. března 2001. |
|                                 | Kategorie „Vodovod města Košíř “ na Wikimedia Commons | Hledat fotografie a kategorie ve Wikimedia Commons podle rejstříkového čísla památky | Nahrát snímek k tomuto tématu do úložiště Wikimedia Commons |                                                                                           | |

### Praha 6

#### Městská část Praha 6
- Seznam kulturních památek v Bubenči
- Seznam kulturních památek v Břevnově
- Seznam kulturních památek v Dejvicích
- Seznam kulturních památek na Hradčanech
- Seznam kulturních památek v Liboci
- Seznam kulturních památek v Ruzyni
- Seznam kulturních památek ve Střešovicích
- Seznam kulturních památek ve Vokovicích
- Seznam kulturních památek ve Veleslavíně

- Seznam kulturních památek v Sedlci (Praha)

#### Městská část Praha-Nebušice

##### Nebušice
| Památka                                    | Fotografie                                                   | Rejstříkové číslo v ÚSKP                                                             | Sídelní útvar                                               | Poloha                                                      | Popis a poznámky |
| ------------------------------------------ | ------------------------------------------------------------ | ------------------------------------------------------------------------------------ | ----------------------------------------------------------- | ----------------------------------------------------------- | --- |
| Usedlost náměstí Padlých 1, 22 (Q31431924) | \| \| \| \| \| \|                                            | 11279/1-2233 Pam. katalog MIS                                                        | Nebušice                                                    | náměstí Padlých 1, 22 50°6′44,19″ s. š., 14°19′14,66″ v. d. | Venkovská usedlost. Areál usedlosti tvoří budova čp. 1, chlévy, čp. 22, stodola, zahrada, ovocný sad. Budovy usedlosti jsou seskupeny kolem lichoběžníkového dvora. Vstupuje se mohutnou pilířovou bránou, za stodolou se rozkládá zahrada se sadem. Budova čp. 1 je patrová v patře s novodobými okny. Na tuto budovu navazují chlévy, které mají autentická vrata. Na protější straně dvora je budova čp. 22, patrová se sedlovou střechou. Dvůr uzavírá stodola stojící kolmo k oběma budovám. Stodola má dva segmentově zakončené vjezdy, je zděná z opukového zdiva, záklenky jsou cihelné. Za ní se rozkládá sad a zahrada. usedlost má patrně kořeny v 18. století, dnešní podobu nabyla v 19. století. Památkově chráněno od 7. května 1996. |
|                                            | Kategorie „Náměstí Padlých 1 (Prague) “ na Wikimedia Commons | Hledat fotografie a kategorie ve Wikimedia Commons podle rejstříkového čísla památky | Nahrát snímek k tomuto tématu do úložiště Wikimedia Commons |                                                             | |

#### Městská část Praha-Přední Kopanina
- Seznam kulturních památek v Přední Kopanině

#### Městská část Praha-Lysolaje

##### Lysolaje
| Památka                    | Fotografie                                       | Rejstříkové číslo v ÚSKP                                                             | Sídelní útvar                                               | Poloha                                                  | Popis a poznámky |
| -------------------------- | ------------------------------------------------ | ------------------------------------------------------------------------------------ | ----------------------------------------------------------- | ------------------------------------------------------- | --- |
| Fuchsův statek (Q31498736) | \| \| \| \| \| \|                                | 41298/1-2017 Pam. katalog MIS                                                        | Lysolaje                                                    | Starodvorská 5/10 50°7′25,89″ s. š., 14°22′23,97″ v. d. | Venkovská usedlost Fuchsův statek. Areál statku má zhruba čtvercový půdorys, budovy jsou rozmístěny po jeho stranách. První zmínka o statku je z roku 1654, v Berní rule se nazýval Rodenovský. Na počátku 18. století za držení měšťana J. J. Birla došlo k zásadní úpravě na venkovské sídlo a letohrádek. Ke statku patřily dvě okrasné zahrady, ve kterých byly i čtyři sochy. V 19. století byly přistavěny další objekty. V roce 1809 získal statek Matěj Fuchs, v majetku této rodiny zůstal až do 20. století. · Památkově chráněno od roku 1977. |
|                            | Kategorie „Fuchsův statek “ na Wikimedia Commons | Hledat fotografie a kategorie ve Wikimedia Commons podle rejstříkového čísla památky | Nahrát snímek k tomuto tématu do úložiště Wikimedia Commons |                                                         | |

#### Městská část Praha-Suchdol
- Seznam kulturních památek v Suchdole (Praha)

#### Městská část Praha 17
- Seznam kulturních památek v Řepích

### Praha 7

#### Městská část Praha 7
- Seznam kulturních památek v Holešovicích
- Seznam kulturních památek v Bubenči

#### Městská část Praha-Troja
- Seznam kulturních památek v Troji

### Praha 8

#### Městská část Praha 8
- Seznam kulturních památek v Libni
- Seznam kulturních památek v Troji
- Seznam kulturních památek v Bohnicích
- Seznam kulturních památek v Karlíně
- Seznam kulturních památek na Novém Městě (Praha 8)
- Seznam kulturních památek na Střížkově

##### Kobylisy
| Památka                        | Fotografie                                                | Rejstříkové číslo v ÚSKP                                                             | Sídelní útvar                                               | Poloha                                                       | Popis a poznámky |
| ------------------------------ | --------------------------------------------------------- | ------------------------------------------------------------------------------------ | ----------------------------------------------------------- | ------------------------------------------------------------ | --- |
| Kobyliská střelnice (Q3490678) | \| \| \| \| \| \|                                         | 11721/1-1575 Pam. katalog MIS                                                        | Kobylisy                                                    | Střelničná, Žernosecká 50°7′54,85″ s. š., 14°27′48,97″ v. d. | Vojenská střelnice - Kobyliská střelnice. Část severního prostoru dřívější rozsáhlé vojenské střelnice, jejíž počátky spadají k roku 1890. Za německé okupace (1939–1945) zde bylo zřízeno popraviště. Místo hromadných represivních poprav především v období II. stanného práva po atentátu na R. Heydricha, bylo zde popraveno více než 755 lidí. Památník protifašistického odboje. Pietně upravený areál, jehož součástí je vstupní brána, alegorická socha a zeď s mozaikou, byl do dnešní podoby vytvořen v letech 1975–1978 podle návrhu J. Poláka a L. Todla. Kulturní památku tvoří pietně upravené území, vstupní brána, alegorická bronzová socha „Nepokořená vlast“ od akad. soch. Miloše Zeta, zeď s kamennou mozaikou od Martina Sladkého. Prostředí kulturní památky tvoří fontána před vstupem, kříž (dřevěný kříž byl na místě staršího nově osazen po roce 1990 a znovu obnoven roku 2007), desky se jmény padlých. Památkově chráněno od 22. prosince 1964. |
|                                | Kategorie „Kobylisy Shooting Range “ na Wikimedia Commons | Hledat fotografie a kategorie ve Wikimedia Commons podle rejstříkového čísla památky | Nahrát snímek k tomuto tématu do úložiště Wikimedia Commons |                                                              | |

##### Čimice
| Památka                  | Fotografie                                                              | Rejstříkové číslo v ÚSKP                                                             | Sídelní útvar                                               | Poloha                                                                                            | Popis a poznámky |
| ------------------------ | ----------------------------------------------------------------------- | ------------------------------------------------------------------------------------ | ----------------------------------------------------------- | ------------------------------------------------------------------------------------------------- | --- |
| Čimická tvrz (Q36863022) | \| \| \| \| \| \|                                                       | 41374/1-2066 Pam. katalog MIS                                                        | Čimice                                                      | mezi ulicemi Vánková a Na Zámkách, západně od ulice Čimická 50°8′25,13″ s. š., 14°25′39,84″ v. d. | Tvrz, archeologické stopy. Zbytky tvrze z 14. století a předchozí fáze osídlení z 13. století (románský dům) byly odkryty a prozkoumány během archeologického výzkumu v letech 1975 až 1983. · V MonumNetu jsou uvedena jen čísla parcel, nynější budovy nejsou ani zmíněny, ani vyloučeny z ochrany. Vymezení: - parc. 26/3 (část): nákupní středisko Draháň, Čimická 780/61 (v MonumNetu není poznámka, že by parcela byla chráněna bez budov) - parc. 26/2 (část), 26/4: nezastavěné parkové plochy kolem nákupního střediska, až k ulicím Na zámkách a Čimická - parc. 26/5: kaplička sv. Jana Nepomuckého - parc. 829, 828/1, parc. 828/2: parková plocha jižně od Čimického rybníka, až k paneláku ve Vánkové ulici - parc. 835: Čimický rybník - parc. 1108/1, 1108/2 (mezilehlá 1108/3 není uvedena): hráz Čimického rybníka - parc. 862 (ve skutečnosti rozdělena na 7 dílů), 863 (ve skutečnosti rozdělena na 3 díly), 864/1 (část): dřevinami zarostlá oblast pod hrází rybníka do vzdálenosti asi 70 metrů · Poznámka: Výklenková kaple sv. Jana Nepomuckého byla dle Památkového katalogu zapsána do státního rejstříku 31. 12. 1976 pod číslem 1-1893, Čimická tvrz 31. 12. 1985 pod číslem 1-2066. · Památkově chráněno od roku 1985. |
|                          | Kategorie „Čimická tvrz (cultural monument area) “ na Wikimedia Commons | Hledat fotografie a kategorie ve Wikimedia Commons podle rejstříkového čísla památky | Nahrát snímek k tomuto tématu do úložiště Wikimedia Commons |                                                                                                   | |

#### Městská část Praha-Ďáblice
Staré Ďáblice jsou od roku 1991 vesnickou památkovou zónou.
- Seznam kulturních památek v Ďáblicích

#### Městská část Praha-Dolní Chabry
- Seznam kulturních památek v Dolních Chabrech

### Praha 9

#### Městská část Praha 9
- Seznam kulturních památek ve Vysočanech
- Seznam kulturních památek v Libni
- Seznam kulturních památek v Hloubětíně
- Seznam kulturních památek na Proseku
- Seznam kulturních památek v Hrdlořezích

#### Městská část Praha 14
- Seznam kulturních památek v Hloubětíně
- Seznam kulturních památek v Kyjích

#### Městská část Praha-Dolní Počernice
- Seznam kulturních památek v Dolních Počernicích

#### Městská část Praha 18

##### Letňany
| Památka                         | Fotografie                                                            | Rejstříkové číslo v ÚSKP                                                             | Sídelní útvar                                               | Poloha                                                  | Popis a poznámky |
| ------------------------------- | --------------------------------------------------------------------- | ------------------------------------------------------------------------------------ | ----------------------------------------------------------- | ------------------------------------------------------- | --- |
| Kaple svatého Kříže (Q37455384) | \| \| \| \| \| \|                                                     | 41495/1-2139 Pam. katalog MIS                                                        | Letňany                                                     | na návsi, pp. 823 50°8′18,57″ s. š., 14°30′54,47″ v. d. | Kaple sv. Kříže, pozdně klasicistní kaple z pískovcového zdiva, postavena roku 1865 na místě původní dřevěné zvoničky. Zvonice je oproti kapli odskočena dozadu. Památkově chráněno od 7. března 1991. |
|                                 | Kategorie „Chapel of the Holy Cross in Letňany “ na Wikimedia Commons | Hledat fotografie a kategorie ve Wikimedia Commons podle rejstříkového čísla památky | Nahrát snímek k tomuto tématu do úložiště Wikimedia Commons |                                                         | |

#### Městská část Praha-Čakovice
- Seznam kulturních památek v Třeboradicích

##### Čakovice
| Památka                            | Fotografie                                                            | Rejstříkové číslo v ÚSKP                                                             | Sídelní útvar                                               | Poloha                                                         | Popis a poznámky |
| ---------------------------------- | --------------------------------------------------------------------- | ------------------------------------------------------------------------------------ | ----------------------------------------------------------- | -------------------------------------------------------------- | --- |
| Kostel svatého Remigia (Q12031004) | \| \| \| \| \| \|                                                     | 40816/1-1701 Pam. katalog MIS                                                        | Čakovice                                                    | náměstí 25. března, pp. 1 50°9′5,65″ s. š., 14°31′26,51″ v. d. | Kostel sv. Remigia. Na stejném místě stál kostelík již od středověku. Novorománský kostel byl postaven v letech 1878–1881 podle plánů Karla Scheinera, v roce 1904 byla přistavěna křestní kaple podle projektu Kamila Hilberta. Na výzdobě se podílela řada významných umělců: Karel Klusáček (malířská výzdoba interiéru), Čeněk Vosmík (plastiky Božího hrobu, 1902), Vilém Kandler (oltářní obrazy). - budova kostela; jednolodní stavba s transeptem a apsidálním závěrem. Průčelí lemuje na levé straně křestní kaple, na pravé věž kostela. Mezi transeptem a presbytářem na pravé straně je vložena sakristie. - kamenná socha sv. Jana Nepomuckého z roku 1855 před vstupem do kostela na levé straně - barokní socha sv. Floriána z 18. století před vstupem do kostela na pravé straně - oplocení s branou Poznámka: Původně chráněna jen socha sv. Floriána, zapsána 31. 12. 1966 pod číslem 2-2030 a 1. 4. 1968 pod číslem 1-1701. Památkově chráněno od 6. února 2009. |
|                                    | Kategorie „Church of Saint Remigius (Čakovice) “ na Wikimedia Commons | Hledat fotografie a kategorie ve Wikimedia Commons podle rejstříkového čísla památky | Nahrát snímek k tomuto tématu do úložiště Wikimedia Commons |                                                                | |

#### Městská část Praha 19
- Seznam kulturních památek ve Kbelích

#### Městská část Praha-Vinoř
- Seznam kulturních památek ve Vinoři

#### Městská část Praha-Satalice
- Seznam kulturních památek v Satalicích

#### Městská část Praha 20
- Seznam kulturních památek v Horních Počernicích

#### Městská část Praha 21

##### Újezd nad Lesy
| Památka                    | Fotografie                                                              | Rejstříkové číslo v ÚSKP                                                             | Sídelní útvar                                               | Poloha                                              | Popis a poznámky |
| -------------------------- | ----------------------------------------------------------------------- | ------------------------------------------------------------------------------------ | ----------------------------------------------------------- | --------------------------------------------------- | --- |
| Vila dr. Žižky (Q31445065) | \| \| \| \| \| \|                                                       | 41538/1-2170 Pam. katalog MIS                                                        | Újezd nad Lesy                                              | Starokolínská 59 50°4′35,82″ s. š., 14°39′26″ v. d. | Vila z roku 1906, první samostatné dílo architekta Otakara Novotného, kombinuje prvky anglické vilové architektury a prvky lidové architektury. Památkově chráněno od 2. dubna 1992. |
|                            | Kategorie „Starokolínská čp. 59 (Újezd nad Lesy) “ na Wikimedia Commons | Hledat fotografie a kategorie ve Wikimedia Commons podle rejstříkového čísla památky | Nahrát snímek k tomuto tématu do úložiště Wikimedia Commons |                                                     | |

#### Městská část Praha-Klánovice

##### Klánovice
| Památka                    | Fotografie                                               | Rejstříkové číslo v ÚSKP                                                             | Sídelní útvar                                               | Poloha                                                      | Popis a poznámky |
| -------------------------- | -------------------------------------------------------- | ------------------------------------------------------------------------------------ | ----------------------------------------------------------- | ----------------------------------------------------------- | --- |
| Tvrz Slavětice (Q18114273) | \| \| \| \| \| \|                                        | 100283 Pam. katalog MIS                                                              | Klánovice                                                   | Nové Dvory, parc. 1110 50°5′33,84″ s. š., 14°39′0,26″ v. d. | Tvrz Slavětice, archeologické stopy. Ve středověku stávala na místě dnešní samoty Nové Dvory tvrz Slavětice s velkou okrouhlou věží a s vesnicí Slavětice. První zmínka je z roku 1227, z roku 1545 je dochována zmínka již jen o samotné tvrzi bez vesnice a v roce 1586 je už Slavětická tvrz uváděna jako pustá, poslední zmínka o existenci věže je z roku 1589. Tvrziště je v terénu patrné jihovýchodně od hájovny jako zhruba čtvercová vyvýšenina, na jejímž jižním okraji se nachází rybníček, snad pozůstatek vodního příkopu. Památkově chráněno od 26. května 2003. |
|                            | Kategorie „Slavětice (stronghold) “ na Wikimedia Commons | Hledat fotografie a kategorie ve Wikimedia Commons podle rejstříkového čísla památky | Nahrát snímek k tomuto tématu do úložiště Wikimedia Commons |                                                             | |

#### Městská část Praha-Koloděje
- Seznam kulturních památek v Kolodějích

#### Městská část Praha-Běchovice

##### Běchovice
| Památka                                      | Fotografie                                                | Rejstříkové číslo v ÚSKP                                                             | Sídelní útvar                                               | Poloha                                              | Popis a poznámky |
| -------------------------------------------- | --------------------------------------------------------- | ------------------------------------------------------------------------------------ | ----------------------------------------------------------- | --------------------------------------------------- | --- |
| Zájezdní hostinec Na Staré poště (Q36865990) | \| \| \| \| \| \|                                         | 20339/1-1971 Pam. katalog MIS                                                        | Běchovice                                                   | Českobrodská 1 50°4′52,24″ s. š., 14°37′1,69″ v. d. | Zájezdní hostinec Na Staré poště. Rozsáhlý areál zájezdního hostince s řadou hospodářských budov. Hlavní objekt v jádru barokní, klasicistní-empirové úpravy. V místě současného areálu snad stála z doby před rokem 1413 starší z běchovických tvrzí. Tvrz patrně zanikla za husitských válek, přetrval zde ale pravděpodobně poplužní dvůr. V jeho rámci patrně později vznikl zájezdní hostinec a na přelomu 18. a 19. století poštovní přepřahací stanice. - čp. 1, hostinec, ohradní zeď, brána, parc. 54 - hospodářská budova I., ohradní zeď, brána, parc. 55 - hospodářské budovy II. - VII., ohradní zeď, parc. 56 - plocha dvora · Poznámka: K 31. 12. 1964 zapsáno pod číslem 1-1971 a názvem Čp. 1. K 31. 12. 1966 zapsáno pod číslem 2-1988 a názvem Býv. zájezdní hospoda čp. 1. V roce 2012 evidováno duplicitně též pod číslem 20339/32-3 (Pk•MIS•Sez•Obr•WD). · Památkově chráněno od roku 1964. |
|                                              | Kategorie „Stará pošta (Běchovice) “ na Wikimedia Commons | Hledat fotografie a kategorie ve Wikimedia Commons podle rejstříkového čísla památky | Nahrát snímek k tomuto tématu do úložiště Wikimedia Commons |                                                     | |

### Praha 10

#### Městská část Praha 10
- Seznam kulturních památek na Vinohradech
- Seznam kulturních památek v Záběhlicích
- Seznam kulturních památek ve Vršovicích
- Seznam kulturních památek ve Strašnicích
- Seznam kulturních památek v Malešicích

#### Městská část Praha 15
- Seznam kulturních památek v Hostivaři

#### Městská část Praha-Petrovice
- Seznam kulturních památek v Petrovicích (Praha)

#### Městská část Praha-Dubeč
- Seznam kulturních památek v Dubči

#### Městská část Praha 22
- Seznam kulturních památek v Uhříněvsi

- Seznam kulturních památek v Pitkovicích

#### Městská část Praha-Benice

##### Benice
| Památka              | Fotografie                                                      | Rejstříkové číslo v ÚSKP                                                             | Sídelní útvar                                               | Poloha                                                                                    | Popis a poznámky                                                                                        |
| -------------------- | --------------------------------------------------------------- | ------------------------------------------------------------------------------------ | ----------------------------------------------------------- | ----------------------------------------------------------------------------------------- | --- |
| Zvonička (Q37004601) | \| \| \| \| \| \|                                               | 104764 Pam. katalog MIS                                                              | Benice                                                      | Květnového povstání, parc. 143/1, u konečné autobusu 50°0′48,1″ s. š., 14°36′19,42″ v. d. | Drobná pilířová zvonička z roku 1893 s reliéfem svatého Prokopa. Památkově chráněno od 22. března 2012. |
|                      | Kategorie „Bell tower in Benice (Prague) “ na Wikimedia Commons | Hledat fotografie a kategorie ve Wikimedia Commons podle rejstříkového čísla památky | Nahrát snímek k tomuto tématu do úložiště Wikimedia Commons |                                                                                           | |

#### Městská část Praha-Kolovraty
- Seznam kulturních památek v Kolovratech

##### Lipany
| Památka                                         | Fotografie                                                        | Rejstříkové číslo v ÚSKP                                                             | Sídelní útvar                                               | Poloha                                           | Popis a poznámky |
| ----------------------------------------------- | ----------------------------------------------------------------- | ------------------------------------------------------------------------------------ | ----------------------------------------------------------- | ------------------------------------------------ | --- |
| Kostel svatého Martina se hřbitovem (Q27869368) | \| \| \| \| \| \|                                                 | 11249/1-2232 Pam. katalog MIS                                                        | Lipany                                                      | V listnáčích 50°0′0,34″ s. š., 14°37′9,11″ v. d. | Kostel sv. Martina se hřbitovem. Novorománský jednolodní kostelík byl postaven roku 1863 na místě staršího. Památkově chráněno od 9. dubna 1996. |
|                                                 | Kategorie „Church of Saint Martin (Lipany) “ na Wikimedia Commons | Hledat fotografie a kategorie ve Wikimedia Commons podle rejstříkového čísla památky | Nahrát snímek k tomuto tématu do úložiště Wikimedia Commons |                                                  | |

#### Městská část Praha-Královice
Královice jsou od roku 1991 vesnickou památkovou zónou.
- Seznam kulturních památek v Královicích (Praha)

#### Městská část Praha-Nedvězí

##### Nedvězí
| Památka                  | Fotografie                                                                | Rejstříkové číslo v ÚSKP                                                             | Sídelní útvar                                               | Poloha                                                                | Popis a poznámky |
| ------------------------ | ------------------------------------------------------------------------- | ------------------------------------------------------------------------------------ | ----------------------------------------------------------- | --------------------------------------------------------------------- | --- |
| Trafostanice (Q37990504) | \| \| \| \| \| \|                                                         | 103565 Pam. katalog MIS                                                              | Nedvězí                                                     | parc. 86, proti domu Hájová 10/5 50°0′59,17″ s. š., 14°39′8,57″ v. d. | Samostatně stojící drobná věžová stavba trafostanice z roku 1924, na mírně obdélném půdoryse. Příklad individuálně pojatého stavebního a architektonického řešení funkčně typizované technické stavby. Památkově chráněno od 27. dubna 2009. |
|                          | Kategorie „Transformer station in Nedvězí (Prague) “ na Wikimedia Commons | Hledat fotografie a kategorie ve Wikimedia Commons podle rejstříkového čísla památky | Nahrát snímek k tomuto tématu do úložiště Wikimedia Commons |                                                                       | |

#### Městská část Praha-Křeslice

##### Křeslice
| Památka                   | Fotografie                                        | Rejstříkové číslo v ÚSKP                                                             | Sídelní útvar                                               | Poloha                                            | Popis a poznámky |
| ------------------------- | ------------------------------------------------- | ------------------------------------------------------------------------------------ | ----------------------------------------------------------- | ------------------------------------------------- | --- |
| Usedlost Štít (Q10423494) | \| \| \| \| \| \|                                 | 41380/1-2070 Pam. katalog MIS                                                        | Křeslice                                                    | Ke Štítu 33 50°1′26,38″ s. š., 14°33′19,48″ v. d. | Venkovská usedlost Štít. Usedlost vznikla patrně kolem roku 1822 na místě starší zástavby. Stavební komplex pravidelného obdélného půdorysu uzavřený na třech stranách budovami, na straně do silnice obvodovou zdí s osově umístěnou pilířovou brankou. Hlavní průčelní budova ve fasádě jednopatrová, upravena druhotně zaslepením oken a zřízením drobných okének. Hlavní budova rizalitove vystupuje z dispozice mladších hospodářských křídel. Boční hospodářská křídla přízemní. · Památkově chráněno od roku 1986. |
|                           | Kategorie „Štít (Křeslice) “ na Wikimedia Commons | Hledat fotografie a kategorie ve Wikimedia Commons podle rejstříkového čísla památky | Nahrát snímek k tomuto tématu do úložiště Wikimedia Commons |                                                   | |